# Grays squash
Grays International – jedna z pionierskich marek produkujących rakiety do squasha, która przyczyniła się do rozwoju i upowszechniania tej dyscypliny na świecie. 
Firma Grays of Cambridge został założona w 1855 roku przez Henry'ego Johna Graya, mistrza rozgrywek rakietowych Anglii organizowanych w St John's College (University of Cambridge). 